# Raul Hilberg
Raul Hilberg (ur. 2 czerwca 1926 w Wiedniu, zm. 4 sierpnia 2007 w Williston w stanie Vermont) – historyk amerykański żydowskiego pochodzenia, badacz zagadnień związanych z Holocaustem.
Po Anschlussie w 1938 wraz z rodziną wyemigrował z Austrii przez Francję i Kubę do USA. W końcowym okresie II wojny światowej pełnił służbę wojskową w 45 Dywizji Piechoty Armii Amerykańskiej skąd dzięki dobrej znajomości języka niemieckiego trafił do Departamentu Dokumentacji Wojennej. Do jego zadań należało badanie m.in. nazistowskiej dokumentacji. Stacjonując w Braunes Haus pracował nad prywatną i służbową dokumentacją Hitlera oraz naczelnych władz Rzeszy. Zetknięcie z biurokratycznym zapisem zbrodni stanowiło impuls do jego dalszej akademickiej pracy nad zagadnieniem „Zagłady” (Hilberg nie lubił określenia Holocaust choć w późniejszym okresie się nim posługiwał).
Po demobilizacji ukończył studia politologiczne w Brooklyn College. Następnie studiował prawo publiczne i administrację na Columbia University, uzyskując w 1950 roku tytuł magistra. W tym też czasie kontynuował swoje zadania z okresu służby wojskowej. Podjął m.in. pracę przy rządowym projekcie Torpedo Factory w Alexandrii (Wirginia). Operacja pod niewiele mówiącym kryptonimem stanowiła program indeksowania i mikrofilmowania milionów stron nazistowskiej dokumentacji przejętych przez armię USA w okupowanych Niemczech. Hilberg kontynuował jednocześnie edukację pracując pod kierunkiem Franza Naumana nad dysertacją doktorską, którą obronił w roku 1955.
W 1955 r. objął stanowisko wykładowcy nauk politycznych na Uniwersytecie Vermont, gdzie pracował do przejścia na emeryturę. Raul Hilberg był związany także z powstaniem i działalnością United States Holocaust Memorial Museum w Waszyngtonie.
Opublikowana z niemałymi trudnościami nakładem wydawnictwa Quadrangle Books w 1961 dysertacja doktorska pt. The Destruction of the European Jews okazała się jedną z pierwszych, a niewątpliwie najpełniejszą i najprecyzyjniejszą syntezą Ostatecznego Rozwiązania. Trzytomowe dzieło, początkowo odrzucane przez wydawców z powodu objętości i szczegółowości, znalazło sobie niebawem trwałe miejsce w kanonie lektur akademickich. Książka sukcesywnie poprawiana i uzupełniana przez autora doczekała się wielu wznowień w USA, a także została przetłumaczona na wiele języków. Do dzisiaj, mimo znaczącego rozwoju badań nad Zagładą oraz wielkiej liczby nowych publikacji, jest uznawana za jedną z podstawowych syntez ukazujących przebieg i organizację nazistowskiego planu wymordowania europejskich Żydów.
Wiele lat w Centrum Badań nad Zagładą Żydów trwały prace nad wydaniem tej pozycji w języku polskim, w przygotowaniach uczestniczył także sam prof. Hilberg. Publikacja ta ukazała się w roku 2014 pod tytułem Zagłada Żydów europejskich.
Także inna książka autorstwa Hilberga – po raz pierwszy opublikowana w 1992 pt. Perpetrators, Victims, Bystanders – The Jewish Catastrophe 1933-1945 stanowiła kamień milowy w badaniach nad Zagładą. Autor dokonał w niej precyzyjnej kategoryzacji osób dramatu. I choć dzisiaj klasyczny hilbergowski podział sprawcy-ofiary-świadkowie wydaje się zbyt schematyczny i wąski, to jego wprowadzenie do historiografii jest niewątpliwie zasługą Hilberga. Książka ta pt. Sprawcy, Ofiary, Świadkowie. Zagłada Żydów, 1933-1945 ukazała się w języku polskim w 2007 roku nakładem Centrum Badań nad Zagładą Żydów oraz Wydawnictwa Cyklady.
Inne pozycje książkowe, jak np. opublikowana w 2001 roku Sources of Holocaust Research, choć nie tak głośne jak przywołane wyżej, znajdowały jednak zawsze oddźwięk zarówno w kołach akademickich, jak i wśród czytelników nieprofesjonalnych.
Do końca życia w swych publikacjach i wypowiedziach Raul Hilberg pozostawał zwolennikiem funkcjonalizmu, stając w jednym szeregu z Christopherem Browningiem, a w opozycji do intencjonalistów reprezentowanych chociażby przez Daniela Goldhagena (którego pozostawał do końca bardzo gorącym krytykiem).

## Ważniejsze pozycje w dorobku Raula Hilberga
- Perpetrators Victims Bystanders: The Jewish catastrophe, 1933-1945; Aaron Asher Books, NY, 1992 Sprawcy, Ofiary, Świadkowie. Zagłada Żydów, 1933-1945; wyd. Cyklady/Centrum Badań nad Zagładą Żydów IFIS PAN, Warszawa, 2006]
- The destruction of the European Jews; Yale Univ. Press, 2003; (wydanie polskie w roku 2014 pod tytułem „Zagłada Żydów europejskich”).
- Sources of Holocaust Research: An analysis; I.R. Dee, Chicago, 2001
- The destruction of the European Jews: precedents. Printed in Bartov, Omer. Holocaust: Origins, implementation, aftermath; Routledge, London, 2000
- The politics of memory: The journey of a Holocaust historian; Ivan R. Dee, Chicago, 1996
- „The Fate of the Jews in the Cities.” Reprinted in Betty Rogers Rubenstein (ed.), et al. What kind of God?: Essays in honor of Richard L. Rubenstein; University Press of America, 1995
- The Holocaust today; Syracuse Univ. Press, 1988
- (ed.). Documents of destruction: Germany and Jewry, 1933-1945; Quadrangle Books, Chicago, 1971
- Hilberg, Raul (ed.), et al. The Warsaw diary of Adam Czerniakow: Prelude to Doom; Stein and Day, New York, 1979
- Pamięć i polityka. Droga Historyka zagłady. – Raul Hilberg przeł. Jerzy Giebułtowski, Warszawa, 2012

## Wybrana bibliografia po polsku
- Sprawcy, Ofiary, Świadkowie. Zagłada Żydów, 1933-1945 (tłumaczenie na język polski Jerzy Giebułtowski) (wyd. Centrum Badań nad Zagładą Żydów IFiS PAN i wydawnictwo Cyklady, Warszawa 2007)